# Otonari no Tenshi-sama ni Itsunomanika Dame Ningen ni Sareteita Ken
Otonari no Tenshi-sama ni Itsunomanika Dame Ningen ni Sareteita Ken (お隣の天使様にいつの間にか駄目人間にされていた件?  lit. El incidente en el que el ángel de al lado de repente me convirtió en una persona inútil) es una novela ligera japonesa escrita por Saekisan e ilustrada por Hanekoto. Comenzó a serializarse en línea en diciembre de 2018 en el sitio web de publicación de novelas generada por usuarios Shōsetsuka ni Narō. Más tarde fue adquirida por SB Creative. Yen Press tiene la licencia para publicar el serie en América del Norte en inglés. Una adaptación a manga con arte de Wan Shibata y la composición de Suzu Yūki comenzará a serializarse a través de la revista de manga en línea Manga UP! de Square Enix en enero de 2022. Una adaptación al anime producida por Project No.9 se estrenó el 7 de enero de 2023. Una segunda temporada se estrenará en 2026.

## Argumento
Amane Fujimiya es un joven de preparatoria vago y despreocupado, pero sincero, el cual vive solo en su departamento. Pero un día se encontró con Mahiru Shiina, la chica más popular de su escuela, y además su vecina, sentada en una plaza bajo la lluvia con una expresión rara. Lo que comenzó como un simple encuentro casual, se transformará en una relación bastante peculiar.

## Personajes
Amane Fujimiya (藤宮周 Fujimiya Amane?)
 Seiyū: Taito Ban
El protagonista masculino. Es el vecino de al lado de Mahiru Shiina y asiste a la misma escuela secundaria. Antes era un vago que nunca se cuidaba a sí mismo adecuadamente. No se interesa por las bellezas, entendiendo que es mejor admirarlas desde lejos. Todo cambia cuando conoce a Mahiru, respondiendo a los cuidados de ella con apoyo, regalos y cumplidos, despertando sentimientos románticos que intentó reprimir hasta que finalmente se declara, comenzando un noviazgo.
Mahiru Shiina (椎名真昼 Shiina Mahiru?)
 Seiyū: Manaka Iwami
La heroína principal. Es la vecina de al lado de Amane Fujimiya y asiste a la misma escuela secundaria. Es muy popular en su escuela por su belleza. Debido a que sus padres básicamente la abandonaron, ya que su nacimiento fue producto de un matrimonio arreglado, Mahiru fue criada por una ama de casa, Koyuki-san. Como una flor solitaria en un lugar inalcanzable, es muy retraída y oculta sus pensamientos y sentimientos bajo una máscara figurativa, pareciendo siempre angelical. Durante el transcurso de la serie gracias a la confianza y apoyo de Amane, ella se abre, y su personalidad se vuelve genuina, siendo en especial más amigable con sus amistades y más asertiva con Amane.
Itsuki Akasawa (赤澤樹 Akasawa Itsuki?)
 Seiyū: Taku Yashiro
Es el mejor amigo de Amane Fujimiya y novio de Chitose Shirakawa. Itsuki es realmente honesto, aunque a veces es impulsivo, actuando antes de pensar, lo que le ha causado problemas. Puede que le diga cosas groseras a Amane, pero realmente lo apoya en todo lo que hace. Ayudó mucho a que la relación de Amane y Mahiru progresara.
Chitose Shirakawa (白河千歳 Shirakawa Chitose?)
 Seiyū: Haruka Shiraishi
Ella es la novia de Itsuki Akazawa. Una persona activa y ligera, Chitose es extremadamente honesta con sus palabras. En parte gracias a su personalidad bulliciosa, Mahiru pudo abrirse y mostrar más su verdadera personalidad. Amane es capaz de aguantar sus payasadas porque se parece mucho a su madre, a quien también le encantan las cosas lindas y es bastante enérgica.

## Contenido de la obra

### Novelas ligeras
La serie de novelas ligeras originalmente comenzó a serializarse en línea en el sitio web Shōsetsuka ni Narō en diciembre de 2018. SB Creative adquirió la serie y ha publicado once volúmenes bajo su sello GA Bunko desde junio de 2019, mientras que Yen Press posee la licencia para su lanzamiento en inglés en América del Norte. Monogatari Novels obtuvo la licencia en España.

#### Lista de volúmenes
| Volúmenes de novelas ligeras publicadas | Volúmenes de novelas ligeras publicadas | Volúmenes de novelas ligeras publicadas                                                                                      |
| Número                                  | Fecha de lanzamiento                    | ISBN |
| --------------------------------------- | --------------------------------------- | --- |
| 1                                       | 15 de junio de 2019                     | ISBN 978-4-8156-0248-2 |
| 2                                       | 14 de abril de 2020                     | ISBN 978-4-8156-0327-4 |
| 3                                       | 11 de septiembre de 2020                | ISBN 978-4-8156-0741-8 |
| 4                                       | 12 de marzo de 2021                     | ISBN 978-4-8156-0827-9 (Edición regular) ISBN 978-4-8156-0826-2 (Edición especial)                                           |
| 5                                       | 14 de julio de 2021                     | ISBN 978-4-8156-1169-9 |
| 5.5                                     | 14 de enero de 2022                     | ISBN 978-4-8156-1199-6 (Edición regular) ISBN 978-4-8156-1291-7 (Edición especial)                                           |
| 6                                       | 16 de mayo de 2022                      | ISBN 978-4-8156-1200-9 (Edición regular) ISBN 978-4-8156-1344-0 (Edición especial)                                           |
| 7                                       | 16 de septiembre de 2022                | ISBN 978-4-8156-1201-6 (Edición regular) ISBN 978-4-8156-1530-7 (Edición especial)                                           |
| 8                                       | 14 de enero de 2023                     | ISBN 978-4-8156-1596-3 |
| 8.5                                     | 15 de septiembre de 2023                | ISBN 978-4-8156-2176-6 |
| 9                                       | 15 de marzo de 2024                     | ISBN 978-4-8156-2399-9 (Edición regular) ISBN 978-4-8156-2398-2 (Edición especial) ISBN 978-4-8156-2475-0 (Edición especial) |
| 10                                      | 14 de septiembre de 2024                | ISBN 978-4-8156-2664-8 (Edición regular) ISBN 978-4-8156-2701-0 (Edición especial)                                           |
| 11                                      | 15 de marzo de 2025                     | ISBN 978-4-8156-2805-5 (Edición regular) ISBN 978-4-8156-2909-0 (Edición especial) ISBN 978-4-8156-2910-6 (Edición especial) |
| 11.5                                    | 13 de septiembre de 2025                | ISBN 978-4-8156-3599-2 (Edición regular) ISBN 978-4-8156-3598-5 (Edición especial)                                           |

### Manga
Una adaptación a manga con arte de Wan Shibata y la composición de Suzu Yūki comenzó a serializarse a través de la revista de manga en línea Manga UP! de Square Enix el 6 de enero de 2022. Sus capítulos individuales se han recopilado en cinco volúmenes tankōbon.

#### Lista de volúmenes
| Volúmenes de manga publicados | Volúmenes de manga publicados | Volúmenes de manga publicados |
| Número                        | Fecha de lanzamiento          | ISBN                          |
| ----------------------------- | ----------------------------- | ----------------------------- |
| 1                             | 7 de julio de 2022            | ISBN 978-4-7575-8016-9        |
| 2                             | 7 de diciembre de 2022        | ISBN 978-4-7575-8296-5        |
| 3                             | 7 de diciembre de 2023        | ISBN 978-4-7575-8948-3        |
| 4                             | 6 de agosto de 2024           | ISBN 978-4-7575-9342-8        |
| 5                             | 7 de marzo de 2025            | ISBN 978-4-7575-9644-3        |

### Anime
El 4 de enero de 2022 se anunció una adaptación de la serie al anime. Está producida por Project No.9 y dirigida por Lihua Wang, con la supervisión de Kenichi Imaizumi, guiones escritos por Keiichirō Ōchi, diseños de personajes de Takayuki Noguchi y música compuesta por Moe Hyūga. La serie se estrenó el 7 de enero de 2023 en Tokyo MX y otros canales. El tema de apertura es «Gift» (ギフト Gifuto?, lit. Regalo), interpretado por Masayoshi Ōishi, mientras que el tema de cierre es una versión de «Chiisana Koi no Uta» (小さな恋のうた?  lit. Pequeña canción de amor) de Mongol800, interpretada por Manaka Iwami. Crunchyroll obtuvo la licencia de la serie fuera de Asia.
Se anunció una segunda temporada durante un evento de la serie de anime el 8 de octubre de 2023. El personal y el elenco de la primera temporada retomarán sus papeles, con Chihiro Kumano reemplazando a Wang como director. Se estrenará en abril de 2026.

## Recepción
La novela ligera ocupó el décimo lugar en la guía anual de novelas ligeras Kono Light Novel ga Sugoi! de Takarajimasha en la categoría bunkobon, y sexta en general entre las otras series nuevas en 2020. La serie ha vendido cien mil copias hasta abril de 2020.
Según Oricon, en la primera semana de lanzamiento, el quinto volumen vendió 19.791 copias en Japón, lo que lo colocó en primer lugar en la lista de novelas ligeras semanales de Oricon.